# Робърт Станек
Робърт Станек (на английски: Robert Stanek) е американски писател от полски произход. Герой от Войната в Персийския залив.

## Биография и творчество
Робърт Станек е роден на 3 януари 1966 г. в САЩ.
Първата му книга, „Историята на Пазителя Мартин“ излиза през 2002 година. Тя дава начало на мащабната поредица „Хроники на мъгливото минало“.

## Произведения

### Серия „Хроники на мъгливото минало“ (Ruin Mist Chronicles)
1. Keeper Martin's Tale (2002)
Историята на пазителя Мартин, изд.: „Инфодар“, София (2006), прев.
2. Kingdom Alliance (2003)
3. Fields of Honor (2005)

### Серия „Историята на пазителя Мартин“ (Keeper Martin's Tales)
1. The Kingdoms and the Elves of the Reaches (2002)
2. The Kingdoms and the Elves of the Reaches II (2002)
3. The Kingdoms and the Elves of the Reaches III (2002)
4. The Kingdoms and the Elves of the Reaches IV (2003)

### Серия „В служба на Драконите“ (In the Service of Dragons)
1. In the Service of Dragons (2005)
2. In the Service of Dragons II (2005)
3. In the Service of Dragons III (2005)
4. In the Service of Dragons IV (2005)